# 介詞懸空
介詞懸空(Preposition stranding，英語有時又作P-stranding)是一種語法上的結構，在其中，帶有受詞的介詞出現在與其支配的受詞直接相連的地方之外的地方(也就是說介詞「懸」在了某處)。此結構可見於許多日耳曼語族的語言中，在英語和北日耳曼語支的語言 皆可見之，而德語和荷蘭語是否有介詞懸空的現象，依舊有爭議；另外，介詞懸空亦可見於一些非日耳曼語族的語言中，像北美洲的一些法語方言和尼日-剛果語系的格巴迪語(Gbadi)和瓦它語(Vata)亦有此現象存在。

## 英語
在英語中，介詞懸空常見於以下三種結構之上：有疑問詞的問句、假被動式(pseudo-passive)和關係子句。
- 在有疑問詞的問句中，此可見於在深層結構上，介詞所支配的為疑問詞，但該疑問詞因疑問詞移位而移動時。轉換語法上常假設這樣的移動會有一個沒有發音形式的「跡」存在。在造成介詞懸空的疑問詞移位中，疑問詞移至句首，並在介詞後方的地方製造出一個所謂的「跡」。如下所示(下方的「___i」就是疑問詞移位後，介詞後方與移位的疑問詞相呼應的「跡」)：

Whati are you talking about ___i?(意即「你在說些什麼？」)
- 假被動式的產生，乃是在被動動詞中，將介詞所支配的名詞給移動到空的主詞位置以填充該位置的結果。這現象類似於一般的被動式，一般的被動式是藉由將受詞移到主詞的位置來構造的。和疑問詞移位不同的是，在假被動式中，被移動的是一個名詞片語而非疑問詞。如下所示：

This chairi was sat on ___i.(意即「這張椅子上有人坐」
- 英語中的關係子句亦有介詞懸空的現象，不論是否有補語詞皆然。如下所示(下兩句之意皆為「這是費馬向大家談論的那個費馬最後定理的證明」)：

This is the proof of fermat's last theoremi thati Fermat told everyone about ___i.
This is the proof of fermat's last theoremi Fermat told everyone about ___i.
對介詞懸空的過度避免，會造出聽起來不自然的句子，尤其當那介詞是片語動詞(phrasal verb)的一部份時更是如此，如以下句子所示，要注意的是，下句中的片語動詞「put up with」(意即「容忍」)被分割，以造成幽默的效果：
This is the sort of nonsense up with which I will not put.(意即「這是我所不能忍受的一類胡說」)
自然的英語句子有時會有懸空的介詞出現，就如下面這句一個小男孩對她母親講的句子所顯示的一般。在下句的語境中，那小男孩的母親從樓下拿了一本書要讀給她的小孩聽，但那小男孩想聽別的書。
What1 did you bring that book2 that I3 didn't want to be read to___3 out of___2 up for___1?(意即「你為了什麼而帶了這本我不想他人讀給我聽的書？」)
上例中的up並不是真正懸空的介詞，而是一個表示動作的副詞性成份。它當然可以移動到句中較前的部份，而這樣會犧牲句子的一些自然度，而在最正式的交談外所有的話語中，真正懸空的介詞只能出現在結尾。下例中的句子以四個皆為懸空的介詞結尾：
What1 did you bring up that book2 that I3 didn't want to be read to___3 out of___2 for___1?

### 禁用的起源
約翰·德萊頓在1672年在反對本·瓊森於1611年給出的句子「the bodies that those souls were frighted from」(意即「靈魂所恐懼的身體」)時，提出了禁止在英語中使介詞懸空的想法。德萊頓並未解釋為何他認為該句子需要重新架構以將介詞向前移。

## 法語
做為和英語間接觸的結果，一些非標準的法語方言似乎發展出了介詞懸空的用法。介詞懸空可見於加拿大的亞伯達省、安大略省北部、新不倫瑞克、愛德華王子島和美國的路易斯安那州等和英語圈有大量接觸的法語圈人口的言語中。這用法亦見於非常不正式的魁北克法語中(但這用法受大量的非難)。而愛德華王子島法語准許所有種類的介詞懸空。如下所示：
- 有疑問詞的問句：Qui est-ce que tu as fait le gâteau pour?

漢譯：你為誰烤那蛋糕？
標準法語相對應的句子：Pour qui est-ce que tu as fait le gâteau?
- 假被動式：la fille a été parlé beaucoup de au meeting.

漢譯：在那會面上談論了很多關於那女孩的資訊。
- 關係子句：Tu connais pas la fille que je te parle de.

漢譯：你不識我正對你談論的那個女孩子。
標準法語相對應的句子：Tu ne connais pas la fille dont je te parle.
另此句尚有一個更加常見的非標準變體：Tu ne connais pas la fille que je te parle.
然並非所有的法語方言都在相同程度上允許介詞懸空，像安大略法語就將介詞懸空的架構，限制於關係子句中的某些介詞上；在多數的方言中，a(意即「向、到」)和de(意即「的」)這兩個介詞沒有介詞懸空的架構。
標準法語中有一個表面上看起來相似的結構，在該結構中，受詞不是移到它處，而是被省略的、暗指的，像Je suis pour (意即「我完全為了它」)或Il faudra agir selon (意即「我們須因之而行」)這兩句皆為其例。

## 荷蘭語和德語
荷蘭語有兩種介詞懸空，兩者皆牽涉到後置性介詞的懸空。

### 方位結構
第一種狀況牽涉到所謂的方位結構(directional constructions)。荷蘭語中，有相當數量的常用介詞可用作前置詞(preposition)或後置詞(postposition)，但兩者的語義會有所差異，像例如荷蘭語的in在用作前置詞時其語義相當於「在……之內」或「進到……之內」，但用作後置詞時其語義只可能是「進到……之內」，而在用作後置詞時，該介詞可懸空。如下所示：
- 疑問詞移位：Welk bosi liep hij ___i in?
漢譯：「他進到了哪座森林裡？」。上句之Welk bos之意為「哪座森林」；in為支配Welk bos的介詞。
- short-distance movement: […] dat hij zo'n donker bos niet in durft te lopen […]
漢譯：「[…] 他不敢走入如此幽暗的森林裡的 […]」。上句之zo'n donker bos之意為「如此幽暗的森林」；in為支配zo'n donker bos的介詞。

另一種隊第一例中的狀況的分析方法會允許任何的「後置詞+動詞」的序列如及物可分動詞(separable verb)般地運作。但如此的分析會難合於和第二例中的in的情況。(後置詞亦「可」出現於動詞前綴的位置，如下例所示：[…] dat hij zo'n donker bos niet durft in te lopen […].)

### R─代詞
荷蘭語中第二種會有介詞懸空的情況是更常見的。荷蘭語的介詞一般不支配普通的中性代詞(如het、dat和wat等)。然這些介詞會變為與此些代詞相對應的所謂的R-代詞(r-pronouns，如er、aar、waar等)的後綴，因此一般不會使用*over het，而會使用er over。然而R-代詞有時可移至句子的左方，因此使得其介詞懸空。如下所示：
- Wij praatten er niet over.
漢譯：「我們不談論那。」上句之er為R-代詞；over為支配er的介詞。
- Waar praatten wij over?
漢譯：「我們在談論什麼？」上句之Waar為R-代詞；over為支配Waar的介詞。

一些德語的地區變體在da(r)-和wo(r)-的形式上也有類似的現象。如下所示：
- 標準德語必須使用Ich kann mir davon nichts kaufen.這樣的形式。
漢譯：「我不能以此買任何東西」。其中von為支配da的介詞，變為davon的形式。
- 不過一些方言准許Ich kann mir da nichts von kaufen.這樣的形式。
漢譯：「我不能以此買任何東西」。其中von為支配da的介詞。
- 此外，亦可使用Da kann ich mir nichts von kaufen.這樣的形式。
漢譯：「我不能以此買任何東西」。其中von為支配da的介詞。

再一次地，儘管懸空的介詞在表面結構上近於可分動詞的前綴，但因以下的理由，人們無法將上述的荷蘭語和德語動詞給分析做諸如 *overpraten 和 *vonkaufen 之類的形式：
- 此種懸空結構是可用於無法做為可分動詞前綴的介詞的(如荷蘭語的van和德語的von等。)
- 懸空結構不能用於除了R-代詞外的任何類型的受詞之上。

## 腳註與參照
1. ↑  Huddleston, Rodney; Pullum, Geoffrey K. . Cambridge: Cambridge UP. 2005. ISBN 0-521-61288-8. pages 137-38.
2. ↑  Roberts, Ian G. . Oxford: Oxford UP. 2007. ISBN 0-19-925398-6. page 238
3. ↑  Maling, Joan; Zaenen, Annie. . Nordic Journal of Linguistics. 1985, 8 (02): 197–209. doi:10.1017/S0332586500001335. page 197.
4. ↑  Lundin, Leigh. . On Writing. Cairo: Criminal Brief. 2007-09-23  [2012-12-17]. （原始内容存档于2011-07-08）.
5. ↑  Rodney Huddleston and Geoffrey K. Pullum, 2002, The Cambridge Grammar of the English Language. Cambridge (UK): Cambridge University Press, p. 627f.
6. ↑  King, Ruth. 2000. The Lexical Basis of Grammatical Borrowing: a Prince Edward Island French Case Study. Amsterdam: John Benjamins. ISBN 90-272-3716-6
7. ↑  . Language Log. October 10, 2003  [2007-03-22]. （原始内容存档于2007-02-27）.

### 相關閱讀資料
- An Internet pilgrim's guide to stranded prepositions（页面存档备份，存于）
- Haegeman, Liliane, and Jacqueline Guéron. 1999. English Grammar: a Generative Perspective. Oxford: Blackwell. ISBN 0-631-18839-8.
- Hornstein, Norbert, and Amy Weinberg. 1981. "Case theory and preposition stranding." Linguistic Inquiry 12:55–91. JSTOR 4178205
- Koopman, Hilda. 2000. "Prepositions, postpositions, circumpositions, and particles." In The Syntax of Specifiers and Heads, pp. 204–260. London: Routledge. ISBN 0-415-16183-5.
- Lundin, Leigh. . On Writing. Cairo: Criminal Brief. 2007-09-23  [2012-12-17]. （原始内容存档于2011-07-08）.
- Takami, Ken-ichi. 1992. Preposition Stranding: From Syntactic to Functional Analyses. Berlin: Mouton de Gruyter. ISBN 3-11-013376-8.
- van Riemsdijk, Henk. 1978. A Case Study in Syntactic Markedness: The Binding Nature of Prepositional Phrases. Dordrecht: Foris. ISBN 90-316-0160-8.